# アイシン・エィ・ダブリュ
アイシン・エィ・ダブリュ株式会社（英: AISIN AW Co.,Ltd.、中：爱信AW株式会社）は、かつて存在したオートマチックトランスミッション（世界シェア1位）、カーナビゲーションシステム（世界シェア2位）などを開発、製造、販売する大手自動車部品メーカー。アイシングループ主要6社の一つ。
社名である「エイ・ダブリュ」は、初代社名であった「アイシン・ワーナー」（Aishin Warner）の頭文字に由来し、合弁していたボルグワーナーとの提携が解消後もその名残として残していたものである。
アイシン精機の子会社であったが、アイシン精機単独と比較すると売上高はほぼ変わらず、経常利益額や従業員数は上回っていた。2021年4月にアイシン精機と経営統合を行い、現在のアイシンとなった。

## 概要
主力のオートマチックトランスミッション事業では世界初のFR車用8速の開発やFF用6速の製品化を行っている。シェアは世界1位。
またTHS（トヨタ・ハイブリッド・システム）をはじめ、自動車部品メーカーで唯一ハイブリッドシステムの製品化、販売を行っている。
もう一つの主力であるナビゲーションシステム事業では、ナビオートマチックトランスミッション協調システム、音声案内（ボイスナビゲーション）、オートリルート、交差点拡大表示等を開発している。また、2011年よりカーナビゲーションスマートフォンアプリ「ナビエリート」を販売している。

## 沿革
- 1969年（昭和44年）5月 - アイシン精機とアメリカの自動車部品メーカーボルグワーナー社との合弁会社、アイシン・ワーナー株式会社として設立。
- 1983年（昭和58年）3月 - 愛知県刈谷市に子会社のサンワ工業株式会社（現・アイシン・エィ・ダブリュ工業）を設立。
- 1988年（昭和63年）3月 - アイシン・エィ・ダブリュ株式会社に社名変更。
- 2009年（平成21年）
  - 5月 - ポルシェから「サプライヤーオブザイヤー2008」を受賞。最高位受賞は日本企業として初めて。
  - 6月 - 開発したホイールモータシステムを搭載したトヨタ自動車の「i-REAL」が中部国際空港で披露され、案内・警備用としての実証実験がスタートした。
- 2012年（平成24年）12月 - 自動車用自動変速機（AT）の生産累計1億台を達成。1969年10月に、1号機となるFR3速AT「トヨグライド」（クラウン、センチュリー向け）の生産を開始して以来、43年3か月での達成。
- 2014年（平成26年）12月 - タイ・チョンブリー県に自動変速機（AT）工場を建設し、2017年7月に稼働する事を発表。投資額は約100億円。年産能力は12万台。後輪駆動（FR）車用ATを生産し、トヨタ自動車の現地工場に供給する。全額出資子会社「AWタイランド」を2015年1月に設立し、工場を同県のヘマラート・イースタン・シーボードII工業団地に建設。土地面積は約21万平方メートル、建屋面積約3万平方メートル。従業員は300人ほどになる。
- 2017年（平成29年）11月 - 岐阜県瑞浪市のソニー瑞浪跡地に子会社・エィ・ダブリュ瑞浪を設立。2018年11月に工場稼働開始[7]。
- 2018年（平成30年）- 中国の広州汽車集団、浙江吉利控股集団とそれぞれ合弁会社を設立。2020年以降に広東省と浙江省の工場で前輪駆動車用6速ATを40万台ずつ生産する予定[8]。
- 2019年（平成31年、令和元年）
  - 4月 - アイシン・エーアイ株式会社を経営統合。
  - 5月 - エィ・ダブリュ・ノースアメリカ株式会社、エィ・ダブリュ・テキサス株式会社を設立。
  - 9月 - トヨタ自動車およびLINEと「LINEカーナビ」を開発。
- 2021年（令和3年）4月 - アイシン精機と経営統合し、株式会社アイシンとなった。

## 工場
- 本社（愛知県安城市）

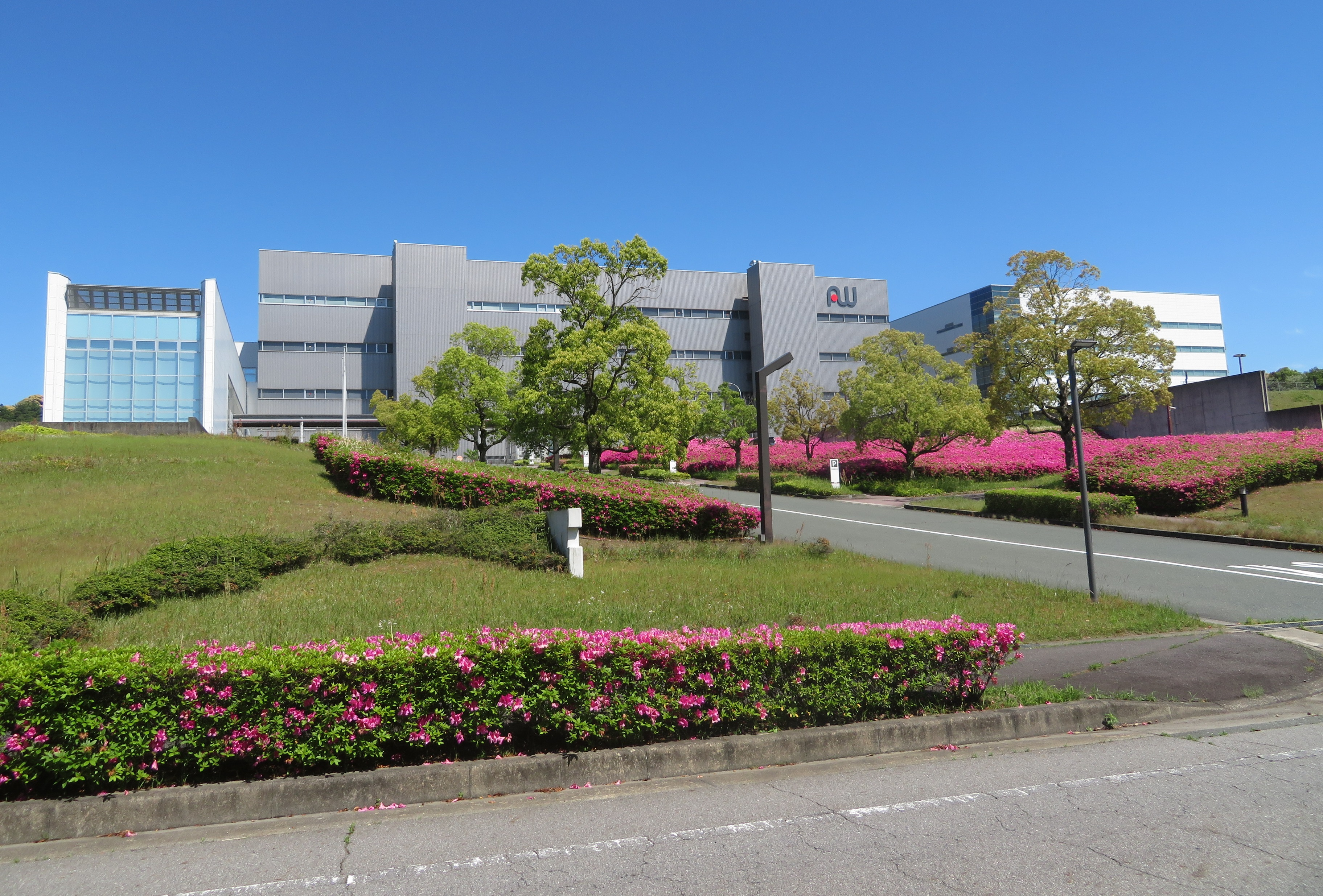
岡崎工場

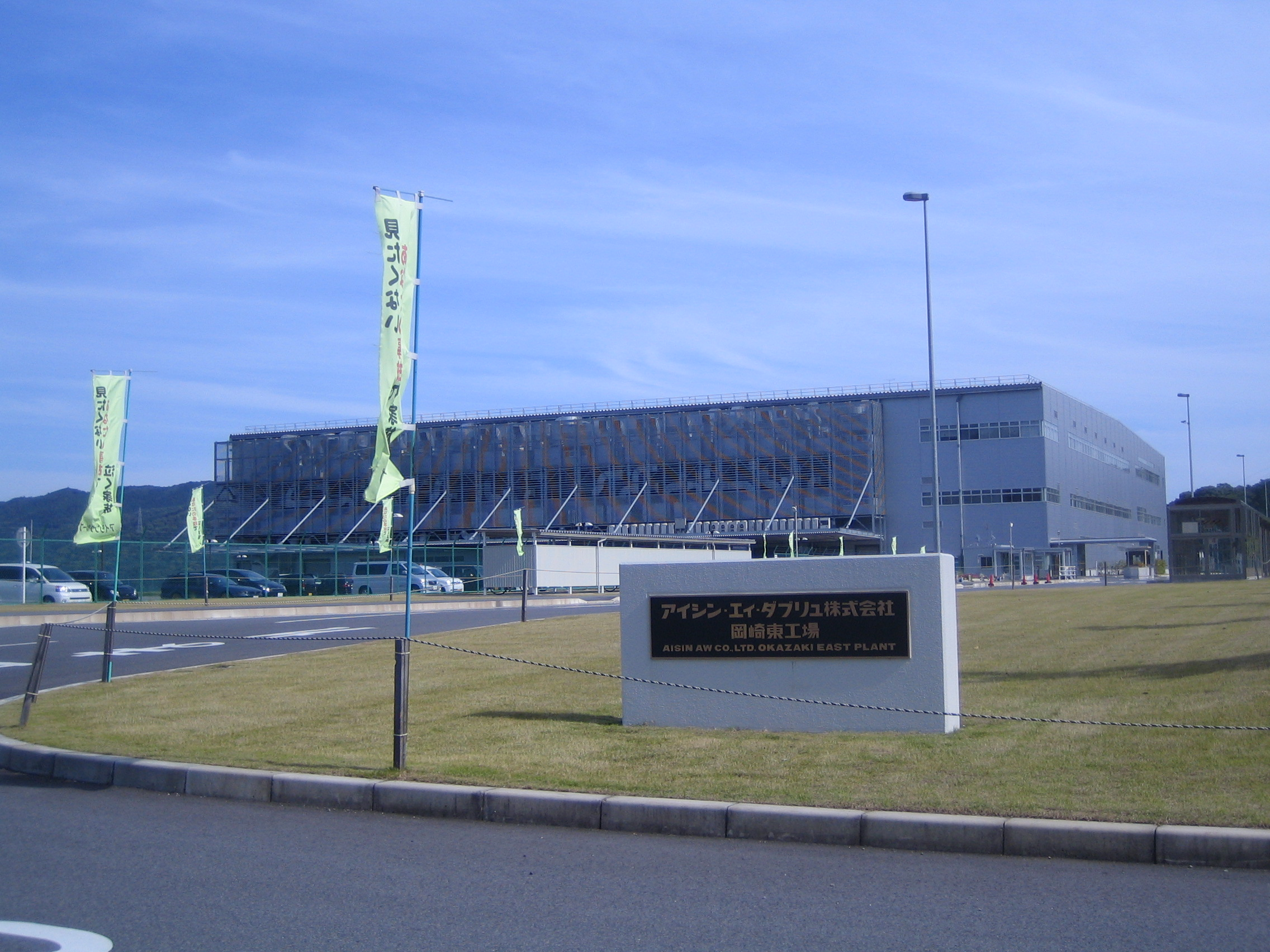
岡崎東工場

  - 本社敷地を分断する形で名鉄西尾線が貫通している。工場北東に南桜井駅があり、最寄り駅となっている。
- 田原工場（愛知県田原市）
- 岡崎工場（愛知県岡崎市）
- 岡崎東工場（愛知県岡崎市）
- 蒲郡工場（愛知県蒲郡市）
- 城山工場（愛知県西尾市）
- 吉良工場（愛知県西尾市）

## その他
- コーポレートスローガン「Driving Innovation」
- 2013年10月15日、本社第2工場において爆発による火災が発生した[9][10]。